# Digama toulgoeti
Digama toulgoeti là một loài bướm đêm thuộc phân họ Arctiinae, họ Erebidae.